# 栗瘤龜金花蟲
栗瘤龜金花蟲（学名：Notosacantha castanea）为金花蟲科瘤龜金花蟲屬下的一个种。